# Деталювання
Деталюва́ння у кресленні — процес виконання робочих креслеників або ескізів деталей за складальним креслеником або креслеником загального виду (КЗВ). Деталювання є такою темою машинобудівного креслення яка вимагає вміння читати кресленики загального виду, знання всіх умовностей та спрощень, що використовуються при виконанні КЗВ, а також вміння виконувати та оформлювати робочі кресленики деталей.
Деталювання як вид конструкторських робіт проводиться при розробці конструкторської документації на стадії виконання робочого проєкту.

## Читання складального кресленика
Читання складального креслення дає можливість розвинути вміння умовного уявлення будови виробу та форми його складових частин. Перед деталюванням складальний кресленик чи КЗВ слід детально вивчити — «прочитати» його:
- встановити призначення, будову та принцип роботи виробу, що виконаний на кресленику;
- з'ясувати взаємне розташування деталей виробу та способи їх з'єднання;
- встановити характер взаємодії деталей в процесі експлуатації виробу;
- з'ясувати форму кожної деталі та їх призначення.

## Порядок деталювання
Деталювання складального кресленика рекомендується виконувати у такій послідовностіː
- за номером позиції знаходять деталь на всіх зображеннях складального кресленика щоб уявити зовнішню та внутрішню форми її елементів;
- відповідно до ГОСТ 2.305-68[1] визначають головний вид деталі та намічають необхідну кількість зображень, що отримуються методом ортогонального проєктування;
- вибирають масштаб зображення деталі згідно з ДСТУ ISO 5455:2005[2] (або ГОСТ 2.302-68[3]) та за ДСТУ ISO 5457:2006[4] (або 2.301-68[5]) необхідний формат аркуша робочого кресленика;
- виконують компонування кресленикаː тонкими лініями або прямокутниками намічають місця розташування його зображень;
- креслять види, розрізи, перерізи та виносні елементи згідно з вимогами ГОСТ 2.305-68[1];
- визначають дійсні розміри елементів деталей та наносять відповідно до ДСТУ ГОСТ 2.307:2013[6] їх на робочому кресленику. Особливу увагу приділяють тому, щоб номінальні розміри спряжених деталей не мали розбіжностей. Розміри конструктивних та технологічних елементів (фасок, центрових отворів, проточок, ухилів тощо) визначають не за КЗВ, а згідно зі стандартами на ці елементи;
- за ГОСТ 2.309-73[7] наносять позначення шорсткості поверхонь;
- за потреби додають допуски на форму і взаємне розташування поверхонь деталі, які виконують згідно ДСТУ ГОСТ 2.308:2013[8] або ДСТУ EN ISO 5459:2018[9] та ДСТУ EN ISO 8015:2018[10].
- виконують штрихування перерізів та наводять кресленик - при ручному виконанні креслеників, як на папері так і за допомогою CAD-програм при 2D проектуванні на ОЕМ, а при автоматизованому проектуванні по 3D - моделям з наступним оформленням в 2D - перевіряють правильність;
- роблять необхідні текстові написиː основний напис кресленика, за необхідності технічні вимоги та заповнюють таблиці параметрів.

## Особливості деталювання складального кресленика
- деталі, які є поверхнями обертання на головному вигляді робочого кресленика, завжди розміщують горизонтально;
- деталі на робочих креслениках слід виконувати у такому вигляді, у якому вони надходять на процес складання;
- на робочому кресленні обов'язково зображають усі ті подробиці, які можна зображати на складальному кресленику чи КЗВ зі спрощеннями або взагалі не зображати (фаски, проточки, рівці, ливарні ухили тощо);
- при нанесенні розмірів слід враховувати технологічні та конструктивні вимоги й особливості;
- шорсткість поверхонь призначають залежно від характеру їх з'єднання, технології виготовлення деталі та її призначення;
- при заповненні основного напису робочого кресленика деталі необхідно зазначити познаку робочого кресленика, найменування деталі та марку (сортамент) її матеріалу (ГОСТ 2.104-2006[11]).